# Timpanogos Cave nationalmonument

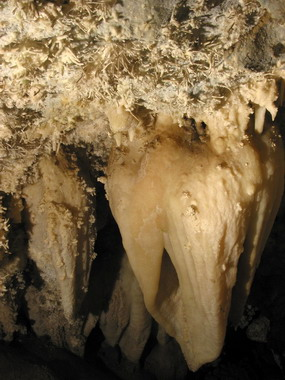
Timpanogos Cave nationalmonument

Timpanogos Cave nationalmonument ligger i delstaten Utah i USA. Monumentet består av ett grottsystem med tre större grottor. Besökare får vandra/klättra 300 meter för att nå grottöppningen. I grottorna finns vackra och ovanliga bergsformationer.